# Pożarki (gromada)
Pożarki – dawna gromada, czyli najmniejsza jednostka podziału terytorialnego Polskiej Rzeczypospolitej Ludowej w latach 1954–1972.
Gromady, z gromadzkimi radami narodowymi (GRN) jako organami władzy najniższego stopnia na wsi, funkcjonowały od reformy reorganizującej administrację wiejską przeprowadzonej jesienią 1954 do momentu ich zniesienia z dniem 1 stycznia 1973, tym samym wypierając organizację gminną w latach 1954–1972.
Gromadę Pożarki z siedzibą GRN w Pożarkach utworzono – jako jedną z 8759 gromad na obszarze Polski – w powiecie kętrzyńskim w woj. olsztyńskim na mocy uchwały nr 15 WRN w Olsztynie z dnia 4 października 1954. W skład jednostki weszły obszary dotychczasowych gromad Pożarki i Parcz wraz z miejscowością Gierłoż z dotychczasowej gromady Czerniki ze zniesionej gminy Nowa Różanka oraz miejscowość Kwiedzina z dotychczasowej gromady Wajsznory ze zniesionej gminy Biedaszki w powiecie kętrzyńskim, a także obszar dotychczasowej gromady Martiany ze zniesionej gminy Sterławki Wielkie w powiecie giżyckim w tymże województwie. Dla gromady ustalono 9 członków gromadzkiej rady narodowej.
Gromadę zniesiono 1 stycznia 1958, a jej obszar włączono do gromady Kruszewiec w tymże powiecie.